# Brooke Andersen
Brooke Andersen (ur. 23 sierpnia 1995 w San Diego) – amerykańska lekkoatletka specjalizująca się w rzucie młotem.
W 2014 zakończyła na eliminacjach występ podczas mistrzostw świata juniorów w Eugene. Cztery lata później zdobyła brązowy medal mistrzostw NACAC. Wicemistrzyni igrzysk panamerykańskich w Limie (2019), a także nie awansowała do finału rozgrywanych w tym samym roku mistrzostw świata w Dosze. Uczestniczka finału rzutu młotem na igrzyskach olimpijskich w Tokio (2021) i mistrzyni świata z 2022.
Medalistka mistrzostw USA i NCAA.
Rekord życiowy: 80,17 (20 maja 2023, Tucson) 3. wynik w historii światowej lekkoatletyki.

## Osiągnięcia
| Rok  | Impreza                     | Miejsce   | Pozycja           | Wynik |
| ---- | --------------------------- | --------- | ----------------- | ----- |
| 2014 | Mistrzostwa świata juniorów | Eugene    | el. – 21. miejsce | 54,64 |
| 2018 | Mistrzostwa NACAC           | Toronto   | 3. miejsce        | 70,05 |
| 2019 | Igrzyska panamerykańskie    | Lima      | 2. miejsce        | 71,07 |
| 2019 | Mecz Europa – USA           | Mińsk     | 3. miejsce        | 72,59 |
| 2019 | Mistrzostwa świata          | Doha      | el. – 20. miejsce | 68,46 |
| 2021 | Igrzyska olimpijskie        | Tokio     | 10. miejsce       | 72,16 |
| 2022 | Mistrzostwa świata          | Eugene    | 1. miejsce        | 78,96 |
| 2022 | Mistrzostwa NACAC           | Freeport  | 2. miejsce        | 68,66 |
| 2023 | Mistrzostwa świata          | Budapeszt | el. – 25. miejsce | 67,72 |
| 2023 | Igrzyska panamerykańskie    | Santiago  | –                 | NM    |